# 2014年亞洲運動會帆船比賽
2014年亞洲運動會帆船比賽為第十七屆亞洲運動會的其中一項競賽項目，共產生14面金牌；賽事於2014年9月24日至10月1日在旺山帆船碼頭舉行。

## 參賽運動員
本屆帆船比賽共有來自 20 個國家/地區的 177 名運動員參加（船數：110），具體分布如下

| - 巴林（5） - 中国（19） - 中国香港（13） - 印度尼西亚（2） - 印度（15） | - 伊朗（1） - 日本（12） - （4） - 韩国（23） - 沙特阿拉伯（2） | - 科威特（2） - 马来西亚（17） - 阿曼（6） - 菲律宾（4） - （6） | - 新加坡（17） - 斯里兰卡（1） - 泰国（16） - 中华台北（9） - 阿拉伯联合酋长国（3） |

## 獎牌統計

### 國家獎牌榜
| 排名 | 国家／地区      | 金牌 | 银牌 | 铜牌 | 總數 |
| ---- | --------------- | ---- | ---- | ---- | ---- |
| 1    | 韩国（KOR）     | 4    | 1    | 1    | 6    |
| 2    | 中国（CHN）     | 3    | 2    | 2    | 7    |
| 3    | 新加坡（SIN）   | 3    | 2    | 2    | 7    |
| 4    | 中国香港（HKG） | 2    | 2    | 1    | 5    |
| 5    | 泰国（THA）     | 1    | 2    | 6    | 9    |
| 6    | 马来西亚（MAS） | 1    | 2    | 0    | 3    |
| 7    | 日本（JPN）     | 0    | 3    | 1    | 4    |
| 8    | 印度（IND）     | 0    | 0    | 1    | 1    |
| 總數 | 總數            | 14   | 14   | 14   | 42   |

### 項目獎牌榜

#### 男子組賽事
| 項目          | 金牌                                      | 银牌                                  | 铜牌                                      |
| 米氏板        | 鄭國輝 · 中国香港（HKG）                  | 那塔蓬·蓬诺帕拉 · 泰国（THA）         | 石传坤 · 中国（CHN）                      |
| RS:X板        | 王爱忱 · 中国（CHN）                      | 梁灝雋 · 中国香港（HKG）              | Ek Boonsawad · 泰国（THA）                |
| 樂觀型帆船    | Park Sung-bin · 韩国（KOR）               | Kwok Raynn · 新加坡（SIN）            | Suthon Yampinid · 泰国（THA）             |
| 雷射型帆船    | 河知民 · 韩国（KOR）                      | 海鲁勒尼扎姆·阿凡迪 · 马来西亚（MAS） | 鄭忻如 · 新加坡（SIN）                    |
| 420型雙人帆船 | 马来西亚（MAS） · 费扎诺利赞 · 阿末苏基利 | 日本（JPN） · 小泉維吹 · 松尾虎太郎   | 新加坡（SIN） · Loh Jia Yi · Yeo Jonathan |
| 470型雙人帆船 | 韩国（KOR） · Kim Changju · Kim Jihoon    | 日本（JPN） · 土居一斗 · 今村公彦     | 中国（CHN） · 蓝浩 · 汪超                 |

#### 女子組賽事
| 項目           | 金牌                                            | 银牌                                                                      | 铜牌                                                    |
| RS:One板       | 翁巧珊 · 中国（CHN）                            | 盧善琳 · 中国香港（HKG）                                                  | 西里蓬·胶当-恩甘 · 泰国（THA）                          |
| RS:X板         | 陳晞文 · 中国香港（HKG）                        | 孙佳莉 · 中国（CHN）                                                      | Sarocha Prumprai · 泰国（THA）                          |
| 雷射輻射型帆船 | 张东霜 · 中国（CHN）                            | 土居愛實 · 日本（JPN）                                                    | Kamolwan Chanyim · 泰国（THA）                          |
| 樂觀型帆船     | Lai Xuan Yi Jodie · 新加坡（SIN）               | 俞慧佳 · 中国（CHN）                                                      | Kamonchanok Klahan · 泰国（THA）                        |
| 420型雙人帆船  | 新加坡（SIN） · 林敏 · Siew Kiah Hui Savannah   | 马来西亚（MAS） · Nuraisyah Binti Jamil · Umi Norwahida Binti Sallahuddin | 韩国（KOR） · Lee Nak-yung · Choi Seoeun                |
| 470型雙人帆船  | 泰国（THA） · Noppakao Poonpat · Nichapa Waiwai | 新加坡（SIN） · Low Rui Xi Priscilla · 刘瑞琦                             | 印度（IND） · Varsha Gautham · Aishwarya Nedunchezhiyan |

#### 公開組賽事
| 項目          | 金牌 | 银牌                                                                               | 铜牌                                                  |
| 霍比式16級    | 韩国（KOR） · Kim Keunsoo · Song Minjae | 泰国（THA） · Damrongsak Vongtim · Kitsada Vongtim                                 | 中国香港（HKG） · 唐裔盛 · 湯潔芳                     |
| J80型龙骨帆船 | 新加坡（SIN） · Soh Maximilian Khyan Tat · Chan Andrew Paul Li Jian · Kan Russell Tsung Liang · Lim Zijie Christopher · Wong Ming Ho Justin | 韩国（KOR） · Park Gunwoo · Chae Bongjin · Cho Sungmin · Kim Sungwok · Yang Hoyeob | 日本（JPN） · 坂本亘 · 今井信行 · 岡本康裕 · 和田大地 |

## 外部連結
- 官方網站